# Notophysis caffra
Notophysis caffra är en skalbaggsart som först beskrevs av Audinet-serville 1832.  Notophysis caffra ingår i släktet Notophysis och familjen långhorningar.
Artens utbredningsområde är Zimbabwe. Inga underarter finns listade i Catalogue of Life.